# ستار فورس
ستار فورس (بالإنجليزية: Star Force)‏ ، هي لعبة فيديو إلكترونية من نوع أكشن ومنصات، أنتجت سنة 1984م وتعمل على نظام آركيد ونينتندو إنترتنمنت سيستم، أعيد الإصدار سنة 2009م.

## وصلات خارجية
- ستار فورس على موقع القائمة القاتلة لألعاب الفيديو
- ستار فورس guide في موقع ستراتيجي ويكي
- Star Force at MAWS
- Star Force at arcade-history
  - Mega Force at arcade-history
- Star Force fan page at Galaga Manix (Japanese)
- Star Force at Arcade Archives Page (Japanese)